# Valbom (Gondomar)
Valbom é uma cidade portuguesa do município de Gondomar que foi sede da extinta Freguesia de Valbom, freguesia que tinha 4,89  km², sendo então a freguesia mais pequena do Município de Gondomar em área, e 17 543 habitantes (2011), tendo, por isso, uma densidade populacional de 3 281,8 hab/km².
A Freguesia de Valbom foi extinta em 2013, no âmbito de uma reforma administrativa nacional, para, em conjunto com as Freguesias de São Cosme e Jovim, formar uma nova freguesia denominada União das Freguesias de Gondomar (São Cosme), Valbom e Jovim com a sede em São Cosme.
Valbom foi elevada a cidade em 9 de dezembro de 2004.
Pertenceu ao extinto concelho de Aguiar de Sousa antes de passar para o concelho (atual município) de Gondomar.
Devido à sua situação geográfica, junto ao rio Douro, Valbom foi durante gerações um importante centro de pesca artesanal, efectuada a bordo dos tradicionais barcos "Valboeiros". O seu barco típico ainda existe, mas, a actividade piscatória desta terra desapareceu, após a introdução da pesca de arrasto, por barcos de calado superior. Hoje, a marcenaria, a ourivesaria, a talha em madeira e os embutidos predominam na economia local.
O artesanato está aqui fortemente implantado, através da ourivesaria e marcenaria, sendo famosos os trabalhos em filigrana e talha em madeira, além das curiosas esculturas em raízes de árvores.

## População
| População da freguesia de Valbom | População da freguesia de Valbom | População da freguesia de Valbom | População da freguesia de Valbom | População da freguesia de Valbom | População da freguesia de Valbom | População da freguesia de Valbom | População da freguesia de Valbom | População da freguesia de Valbom | População da freguesia de Valbom | População da freguesia de Valbom | População da freguesia de Valbom | População da freguesia de Valbom | População da freguesia de Valbom | População da freguesia de Valbom |        |
| -------------------------------- | -------------------------------- | -------------------------------- | -------------------------------- | -------------------------------- | -------------------------------- | -------------------------------- | -------------------------------- | -------------------------------- | -------------------------------- | -------------------------------- | -------------------------------- | -------------------------------- | -------------------------------- | -------------------------------- | ------ |
| 1758                             | 1864                             | 1878                             | 1890                             | 1900                             | 1911                             | 1920                             | 1930                             | 1940                             | 1950                             | 1960                             | 1970                             | 1981                             | 1991                             | 2001                             | 2011   |
| 944                              | 3 356                            | 4 190                            | 5 427                            | 5 939                            | 7 000                            | 7 042                            | 8 014                            | 9 320                            | 9 890                            | 10 856                           | 11 618                           | 12 183                           | 13 343                           | 14 129                           | 16 407 |

| Distribuição da População por Grupos Etários | Distribuição da População por Grupos Etários | Distribuição da População por Grupos Etários | Distribuição da População por Grupos Etários | Distribuição da População por Grupos Etários | Distribuição da População por Grupos Etários | Distribuição da População por Grupos Etários | Distribuição da População por Grupos Etários | Distribuição da População por Grupos Etários | Distribuição da População por Grupos Etários |
| -------------------------------------------- | -------------------------------------------- | -------------------------------------------- | -------------------------------------------- | -------------------------------------------- | -------------------------------------------- | -------------------------------------------- | -------------------------------------------- | -------------------------------------------- | -------------------------------------------- |
| Ano                                          | 0-14 Anos                                    | 15-24 Anos                                   | 25-64 Anos                                   | > 65 Anos                                    |                                              | 0-14 Anos                                    | 15-24 Anos                                   | 25-64 Anos                                   | > 65 Anos                                    |
| 2001                                         | 2 277                                        | 1 930                                        | 8 064                                        | 1 858                                        |                                              | 16,1%                                        | 13,7%                                        | 57,1%                                        | 13,2%                                        |
| 2011                                         | 2 103                                        | 1 538                                        | 8 333                                        | 2 433                                        |                                              | 14,6%                                        | 10,7%                                        | 57,8%                                        | 16,9%                                        |

## Lugares
Aldeia Nova, Archeira, Arroteia, Giesta, Barrosos, Camboas, Cova da Má, Culmieira, Fonte Pedrinha, Gramido, Lagoa, Lamas, Monte, Pinheiro de Álem, Pinheiro de Áquem, Ribeira de Abade, Várzea, São roque, Valbom de baixo, Vila Verde e Vinha.

## Personalidades ilustres
Fr. Gonçalo de Valbom : Religioso Franciscano, que de «Ministro da Provincia de Castella passou ao generalato de toda a Ordem sendo eleito no Capitulo celebrado em Pariz em o anno de 1304. Autor de :
- «Tracatus de praeceptis eminentibus & aquipollentibus Regulae Seraphicae. Sahio impresso in. Enchirid. Minor. Hispali 1535. Esta exposiçaõ, que fez sobre a Regra Seráfica foy cauza de Clemente V. promulgar a celebre Extravagante no Concilio Vienense onde assistio Fr. Gonçalo de Valbom, e começa Exivide Paradiso, e se incorporou no Direito Canónico.»
- «Epistola ad Ministros Provinciales. Está impresta no I. Tomo do Orbis Seraphici. pag. 145.[6]  »
- Conde de Valbom
- Ricardo Alexandre (em tempos conhecido como Olho Ardente ou Comendador)

## Património
- Lugar do Desenho - Fundação Júlio Resende. A Fundação Júlio Resende, também conhecida por "lugar do desenho" foi criada a partir de um espólio de mais 2000 desenhos do mestre, mostra permanente (exposição do Acervo). Exposições temporárias, conferências, concertos e outros eventos.
- Casa Branca - Aqui foi assinada, em Junho de 1847, a Convenção de Gramido, que pôs fim à revolução da Maria da Fonte.
- Quinta das Sete Capelas, da família Correia Montenegro, Valbom de baixo
- Capela da Lagoa, no lugar da Lagoa (perto de Vila Verde)
- Capela da Nossa Senhora do Rosário (particular, era uma capela de uma quinta cujo dono solicitou autorização para ser erigida á Sé do Porto), na Culmieira